# Ewald Holmqvist
Johan Ewald Holmqvist, född 26 maj 1885 i Göteborg, död 13 mars 1963 i Näsbypark, var en svensk elektroingenjör. 
Holmqvist, som var son till boktryckare C.R. Holmqvist och Olivia Gabrielsson, studerade vid Chalmers tekniska läroanstalt 1901–1908. Han var föreståndare för Aseas kontor i Göteborg och Sundsvall 1908–1918, delägare och anställd i Elektriska AB Skandia i Stockholm från 1919 och sedermera direktör för detta företag. Han blev i äktenskap med Sigrid Hjärne far till Stig Holmqvist.